# Chorin-telep
A dorogi Chorin-telep a város északi részén, a Bányász körönd, Esztergomi út és a Kenyérmezői-patak által közrezárt területen fekvő városrész.

## Története
A bányászkertváros építéséről 1932-ben hoztak döntést Schmidt Sándor javaslatára, a dorogi bányaigazgató Európában egyedülálló ötlete szerint a 30 év szolgálat után nyugdíjba vonuló bányászoknak saját kertes házat vagy 5000 pengő lakásvásárlásra költhető összeget adott a bányavállalat, a 30 év munkaviszony meghatározásánál azonban csak a Salgótarjáni Kőszénbánya Rt.-nél vagy a jogelődjeinél ledolgozott éveket vették figyelembe. A bányavállalat gesztusára ma az Esztergomi út menti házakon elhelyezett süttői márvány emléktábla emlékeztet. Alapítása óta a városrész Id. Chorin Ferenc, a Salgótarjáni Kőszénbánya Rt. korábbi igazgatójának nevét viseli. 2001-ben 89 házában 220 fő élt.  

## Lásd még
- Dorog népessége